# Yvan Peacemaker
Pour les articles homonymes, voir Peacemaker et Jaquemet.
 (mai 2014).
Yvan Peacemaker, pseudonyme d'Yvan Jaquemet, né le 3 mai 1976 à Payerne, est un compositeur, réalisateur artistique, producteur et musicien suisse.
Il a composé ou produit notamment pour Stress, Booba, Bushido, Diam's, Kenza Farah, Jalane, Xavier Naidoo Sinik, Sniper, Soprano, Bligg, Adel Tawil et Joey Starr,.

## Biographie
Yvan Peacemaker naît le 3 mai 1976 à Payerne[réf. nécessaire], dans le canton de Vaud. Son père est directeur d'école et enseignant de mathématiques ; sa mère, enseignante d'allemand et de dessin.
À sept ans, il commence à prendre des cours de piano classique[réf. nécessaire], puis passe au clavier électronique à l'adolescence.
À 18 ans, il forme avec Stress et Nega un groupe qui change souvent de nom avant de devenir Double Pact en 1994. Il en est le beatmaker. Le groupe se sépare au début des années 2000 et Yvan Peacemaker continue à composer pour Stress qui entame une carrière solo.
En 2012, à l'occasion de son album solo The Elixir, il prend le pseudonyme d'Yvan Peacemaker qu'il garde par la suite pour signer ses compositions. En 2013, il est nommé aux Swiss Music Awards dans la catégorie Meilleure performance romande de l'année avec son album The Elixir. Il s'incline face à Bastian Baker.
Depuis 2017, Yvan Jaquemet est également responsable de la formation Music Business à SAE Institute Genève.
Il entre, en août 2024, à la Haute École de musique de Lausanne comme adjoint de direction en charge des Musiques actuelles.

## Styles musicaux
Même si Yvan Peacemaker est principalement compositeur de rap (beatmaker), il a également composé des mélodies R'n'B, soul, folk et pop, notamment pour son album personnel, The Elixir,,.

## Discographie

### Albums studio
- 2012 : The Elixir